# Hohler Lerchensporn
Der Hohle Lerchensporn (Corydalis cava), auch Hohlknolliger Lerchensporn genannt, ist eine Pflanzenart aus der Gattung Lerchensporne (Corydalis) innerhalb der Familie der Mohngewächse (Papaveraceae). Alle Pflanzenteile sind schwach, die Rhizomknolle jedoch stark giftig; diese enthält als Inhaltsstoffe Alkaloide, beispielsweise Bulbocapnin.

## Beschreibung und Ökologie

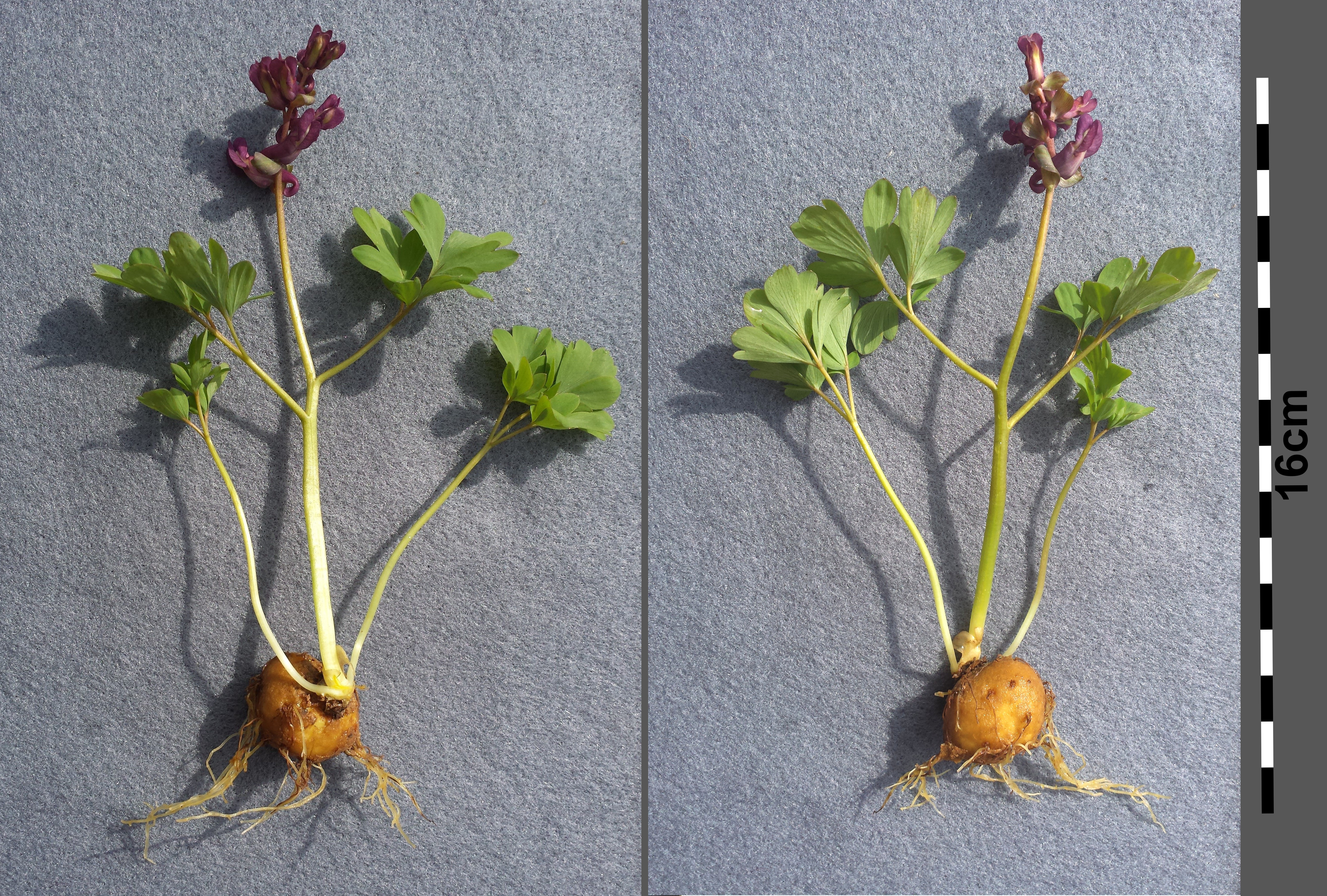
Unterirdische und oberirdische Pflanzenteile

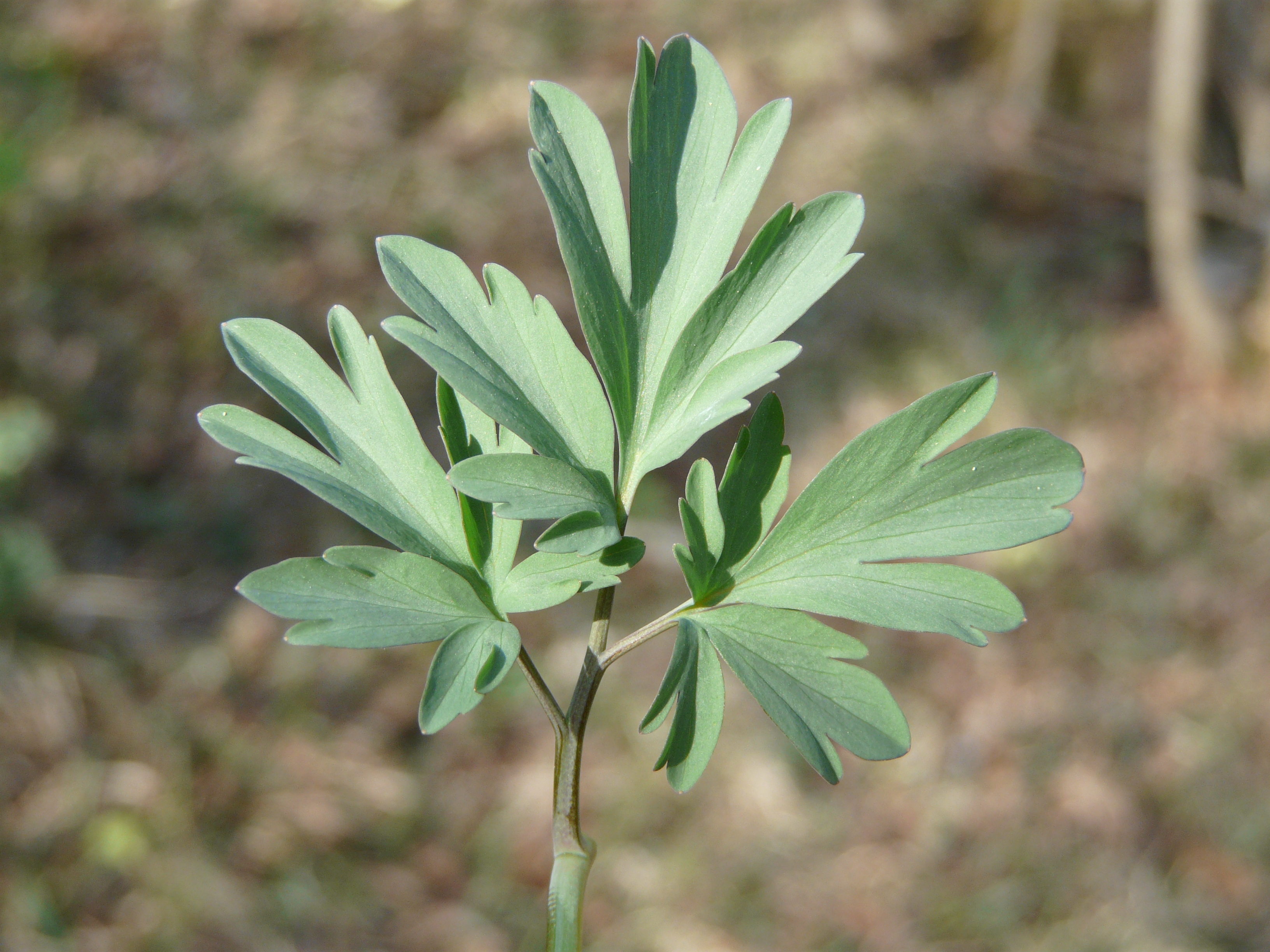
Laubblatt

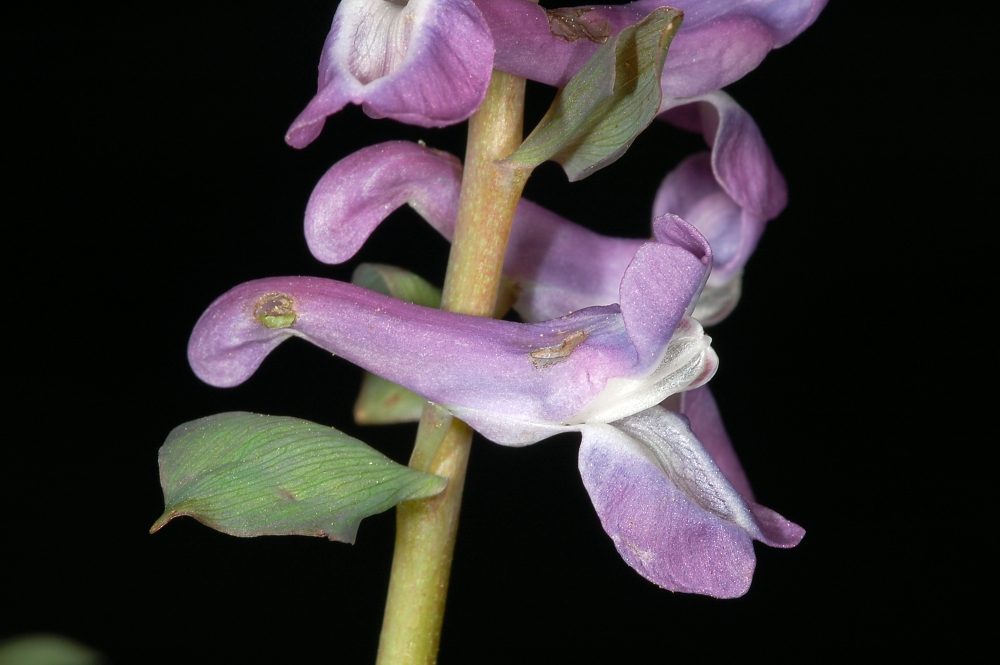
Zygomorphe, gespornte Blüte

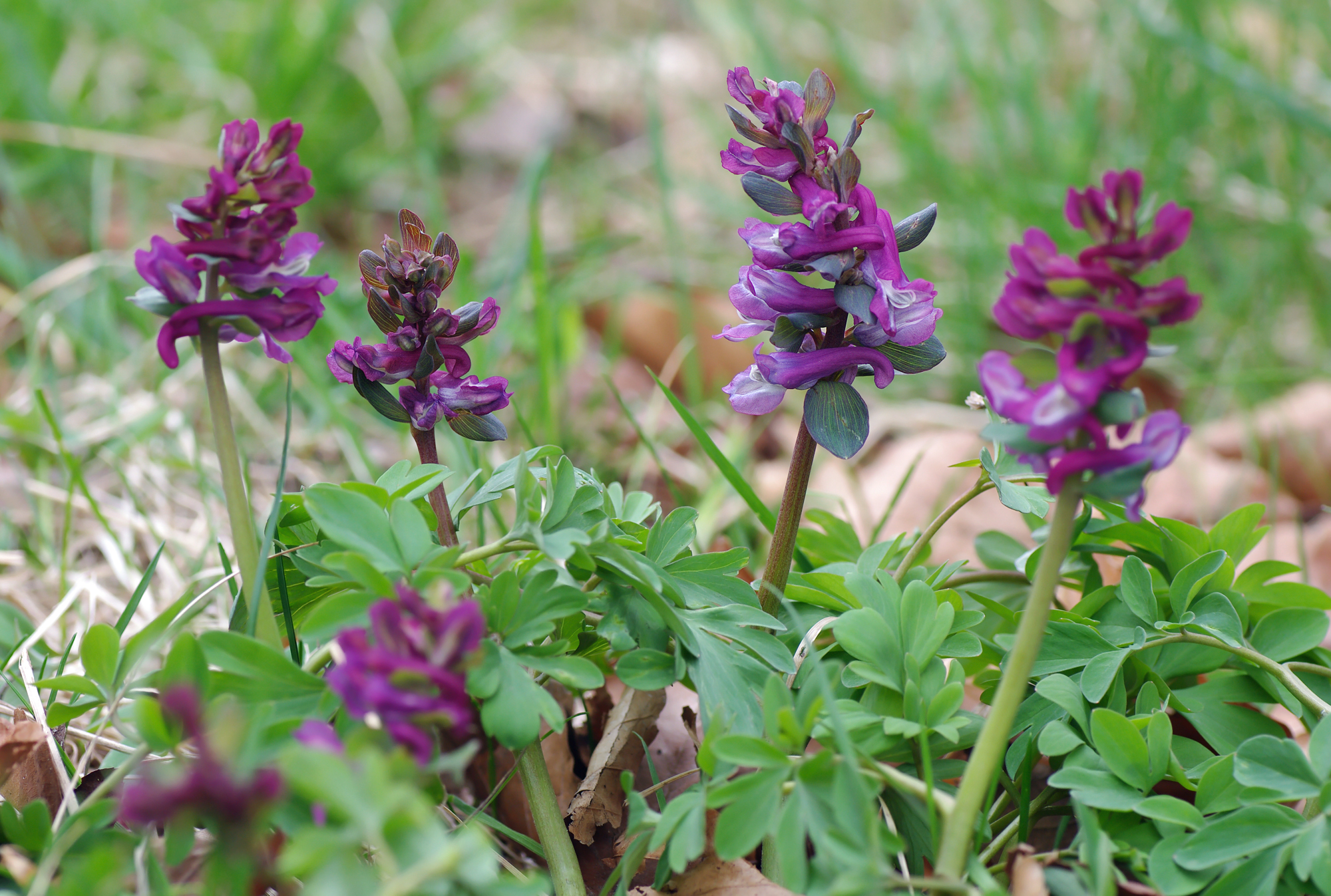
Purpurfarben blühende Exemplare

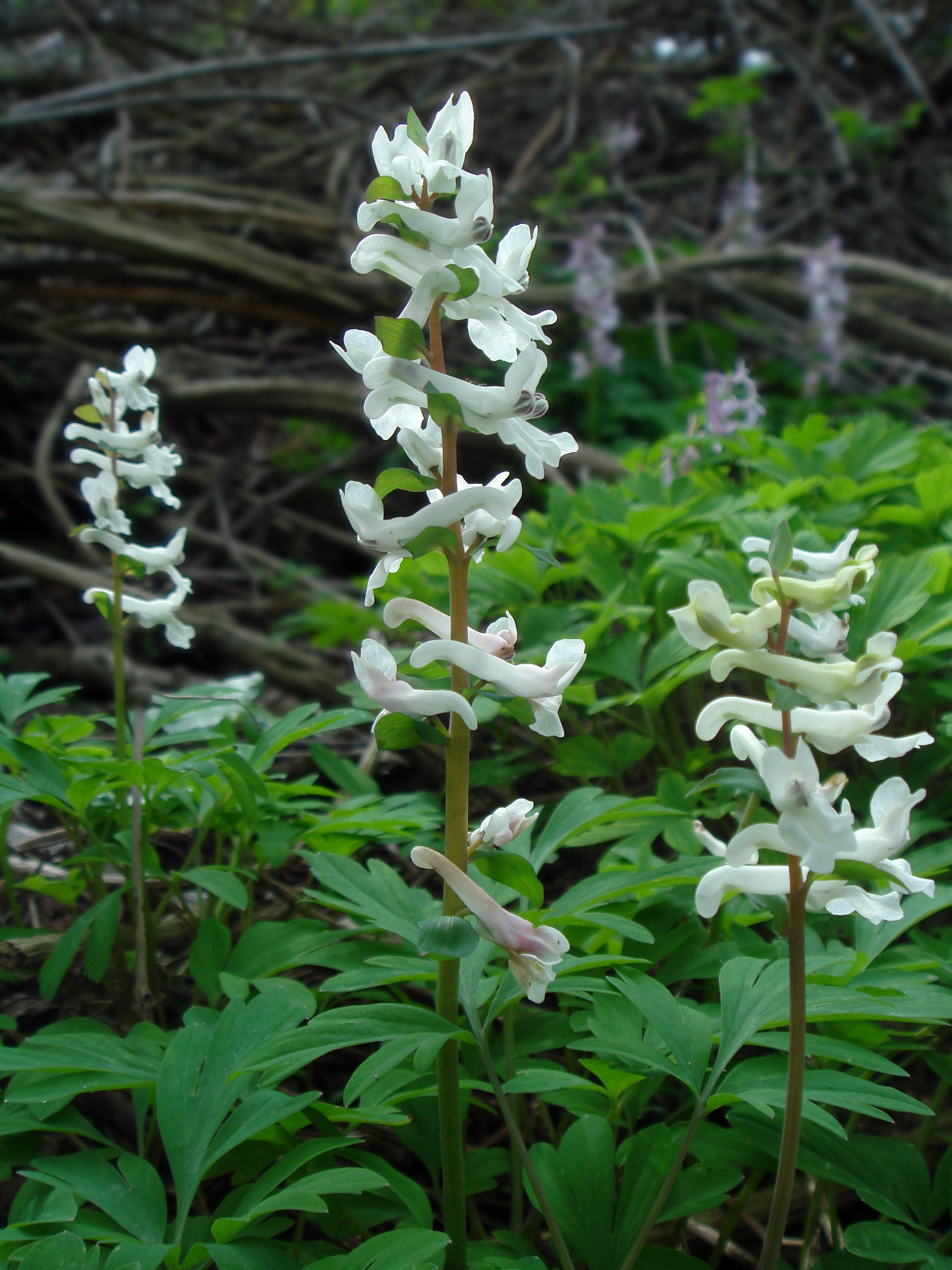
Weiß blühende Exemplare

### Vegetative Merkmale
Der Hohle Lerchensporn ist eine ausdauernde krautige Pflanze, die Wuchshöhen von 15 bis 30, selten bis zu 35 Zentimetern erreicht. Namensgebend und charakteristisch für den Hohlen Lerchensporn ist seine kugelige, etwa walnussgroße Knolle, welche einen Hohlraum umgibt, in dem sich bei älteren Pflanzen ein bis zwei Tochterknollen entwickeln. Sie dient als unterirdisches Speicher- und Überdauerungsorgan, womit der Hohle Lerchensporn zu den Geophyten gezählt wird. Zu Beginn ist die Knolle eine aus dem Hypokotyl – dem Sprossachsenbereich zwischen Wurzelhals und erstem Keimblatt – hervorgehende Stammknolle. Diese vergrößert sich nach und nach, wobei das Dickenwachstum stärker als das Längenwachstum ausgeprägt ist. Ältere Knollenteile werden dabei abgestoßen. Der aufrechte und unverzweigte Stängel besitzt eine fleischige Konsistenz und kein Schuppenblatt an seiner Basis. Alle Pflanzenteile sind kahl.
Die grundsätzlich in Zweizahl stehenden Laubblätter sind in wechselständiger Blattstellung am Stängel angeordnet und in Blattstiel sowie -spreite gegliedert. Die blaugrün gefärbte Blattspreite ist doppelt dreiteilig mit mehreren eingeschnittenen fiedrigen Abschnitten. Unterhalb des unteren Blattes befinden sich keine schuppigen Niederblätter.

### Blütenstand und Blüte
Die Blütezeit reicht von März bis April. Jede Population umfasst ungefähr zu gleichen Teilen purpurfarbene bis trüb-violette und weiß blühende Exemplare. Zehn bis zwanzig Blüten stehen in einem endständigen, allseitswendigen, traubigen Blütenstand dicht zusammen. Unterhalb jeder Blüte befindet sich ein ovales bis eiförmiges, ganzrandiges Tragblatt. Im Gegensatz zum Gefingerten Lerchensporn (Corydalis solida) ist dieses ungeteilt.
Die variabel gefärbten Blüten sind schwach, lackartig wohlriechend. Die zwittrige, quer-dorsiventrale Blüte ist 2 bis 3 Zentimeter lang. Der Hohle Lerchensporn besitzt Kelch und Krone. Die zwei unscheinbaren Kelchblätter sind hinfällig, sie fallen bereits kurz nach dem Erblühen ab. Es folgen zwei äußere und zwei innere Kronblätter. Von den zwei äußeren Kronblättern bildet das obere die Oberlippe aus. Die Oberlippe ist nach vorne verbreitert und endet im hinteren Bereich in einem zwei bis drei Zentimeter langen, hakenförmig gekrümmten Sporn. In den Blütensporn reicht eine basale, gemeinsame Verlängerung der oberen Staubblätter (auch als Nektarsporn bezeichnet) hinein, die Nektar absondert. Der Blütensporn führt reichlich Nektar und lockt insbesondere langrüsselige Insekten zur Bestäubung an. Das untere äußere Kronblatt gestaltet die ebenfalls vorn verbreiterte Unterlippe. Die zwei kleineren, seitlich stehenden inneren Kronblätter sind weißlich. Sie sind an ihren Spitzen zusammengewachsen und bilden so eine Kapuze, die Narben und Staubblätter fest umschließt. Der Fruchtknoten ist oberständig. Von den sechs Staubblättern sind jeweils drei Staubblätter untereinander zu einem Staubblattbündel verwachsen. Bei beiden Bündeln ist der mittlere Staubbeutel mit zwei Pollensäcken ausgestattet. Die seitlich stehenden Staubbeutel tragen lediglich einen Pollensack.

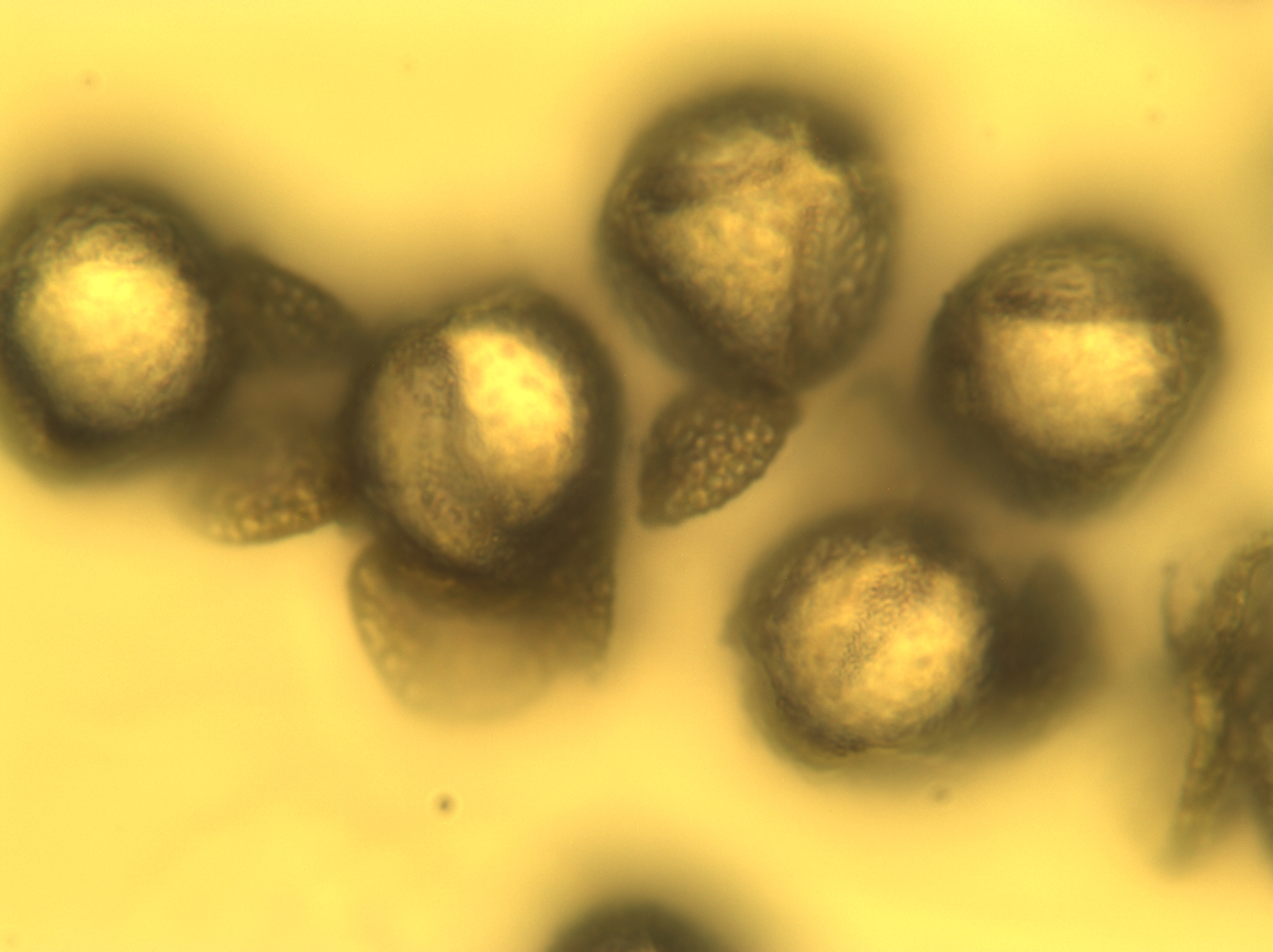
Pollenkörner (400×)

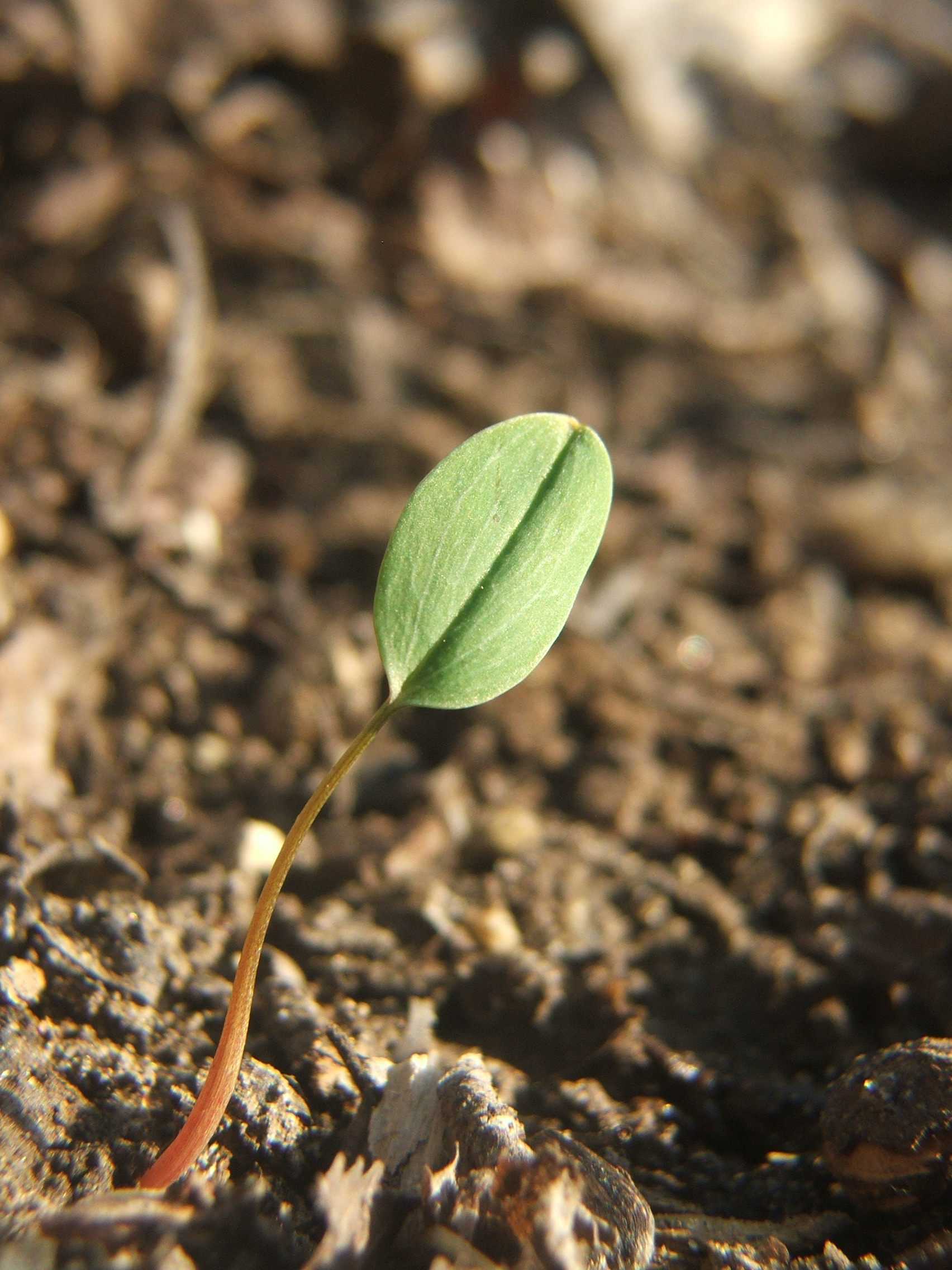
Keimling mit nur einem Keimblatt

### Frucht, Samen und Keimblatt
Der Fruchtstiel ist 6 bis 7 Millimeter lang. Die blass-grüne, schotenförmige Kapselfrucht enthält mehrere Samen. Sie besitzt im Gegensatz zu den Schoten der Kreuzblütler keine (falsche) Scheidewand. Die Frucht hängt im reifen Zustand nach unten und misst etwa 2,5 Zentimeter. Bereits im Mai öffnen sich die Kapselfrüchte mittels zweier Klappen und entlassen die Samen. Die fast kugelrunden, glänzenden, schwarzen Samen sind mit einem relativ großem, auffallend weißlichen Elaiosom „ausgestattet“. Im Boden durchlaufen die Samen noch eine Phase der Nachreifung, während dieser der Embryo zu seiner vollen Größe heranwächst. Obwohl der Hohle Lerchensporn zu den zweikeimblättrigen Pflanzen gehört, keimt er mit nur einem Keimblatt.

### Chromosomensatz
Die Chromosomengrundzahl beträgt x = 8; meist liegt Diploidie mit einer Chromosomenzahl von 2n = 16 vor, bei der tetraploiden Unterart Corydalis cava subsp. marschalliana wird eine Chromosomenzahl von 2n = 32 angegeben.

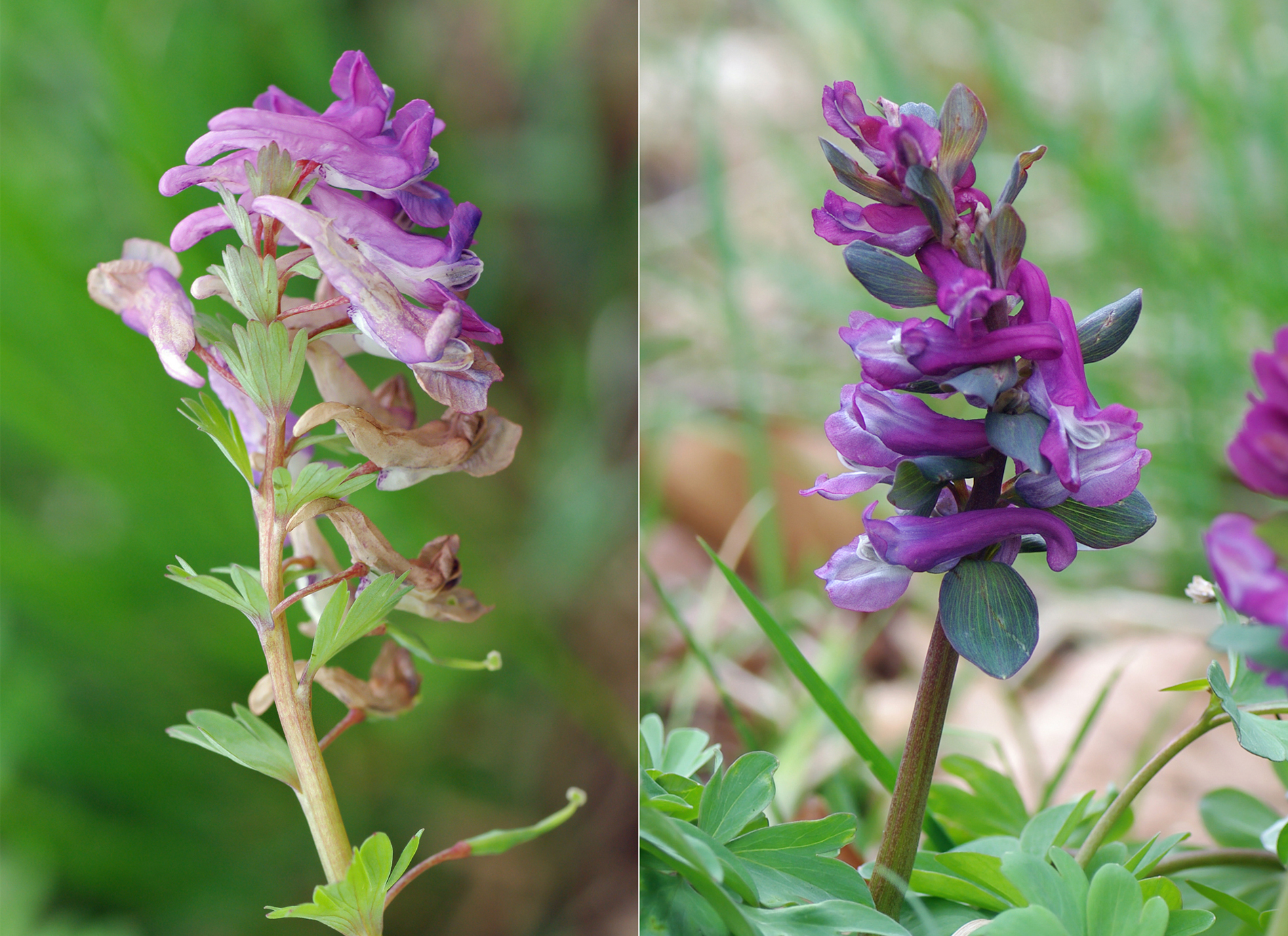
Vergleich der Blütenstände von Gefingertem (links) und Hohlem Lerchensporn; man beachte insbesondere die Tragblätter, die bei Corydalis solida fingerförmig sind, bei Corydalis cava oval und ganzrandig

## Ähnliche Arten
Der Hohle Lerchensporn (Corydalis cava) kann bei flüchtiger Betrachtung auch mit folgender Art verwechselt werden:
- Gefingerter Lerchensporn (Corydalis solida): Die Tragblätter unterhalb jeder Blüte sind bei dieser gefingert, beim Hohlen Lerchensporn jedoch ungeteilt.

## Ökologie
Der Hohle Lerchensporn ist ein frühjahrsgrüner Knollen-Geophyt, dessen oberirdische Teile früh verwelken und im Sommer nicht mehr vorhanden sind. Dieses „Verhalten“ ist eine Anpassung der Pflanzenart an den Wärme- und Lichthaushalt des Laubwaldes, abgeleitet vom Vegetationsrhythmus verwandter Steppenpflanzen. Die Samen sind Kältekeimer. Die Blüten sind selbstfertil. Die Pflanzenexemplare sind erst im 4. Jahr blühfähig.

### Bestäubung
Blütenökologisch handelt es sich um homogame „Schmetterlingsblumen“; da das obere Kronblatt gespornt ist, sieht die Blüte zygomorph aus. Meist kommen rotblütige und weißblütige Pflanzen nebeneinander vor; bei den rot blühenden Formen sind in der Mehrzahl der Fälle die Blüten um 90° gedreht; dadurch ist eine sogenannte „Intelligenzblume“ entstanden, bei der nur lernbegabte Hautflügler in der Lage sind, den ungewöhnlichen Blüteneingang zu finden und zu öffnen. Gewöhnlich erfolgt die Bestäubung durch langrüsselige Bienen. Über die Blütenöffnung saugen sie aus dem langen Sporn den Nektar heraus, der an der Basis der Staubblätter abgegeben wird. Auch wurde beobachtet, dass Honigbienen aus etwas nach unten geneigten Blüten gut Nektar aufnehmen können. Als Nektarräuber treten kurzrüsselige Hummeln – typisch bei langgespornten Pflanzen – in Erscheinung. Um an die begehrte Nahrung zu kommen, beißen sie den Sporn von außen an und nehmen, ohne der Bestäubung zu dienen, Nektar auf.
Der Nektar des Hohlen Lerchensporns bildet im zeitigen Frühjahr gerade für langrüsselige Bienen eine wertvolle Nahrungsquelle. Besonders häufig stellt sich die Gehörnte Mauerbiene (Osmia cornuta) an den blühenden Pflanzenexemplaren ein.

### Ausbreitung
Der Hohle Lerchensporn verfügt über verschiedene Mechanismen, um die Ausbreitung zu gewährleisten: Da die Samen bei Reife der Früchte auf den Erdboden fallen, ist Schwerkraftausbreitung gegeben. Da die schwarz glänzenden Samen ein auffälliges weißes Elaiosom besitzen, findet auch eine Ameisenverbreitung statt; die Ameisen tragen den Samen an dem klebrigen Elaiosom in ihren Bau. Der Hohle Lerchensporn nutzt die vegetative Vermehrung über Tochterknollen, in weitem Sinne eine Form der Selbstausbreitung.

### Synökologie
Von den Blättern des Hohlen Lerchensporns ernähren sich oligophag die Raupen des vom Aussterben bedrohten Schwarzen Apollofalters (Parnassius mnemosyne).
Der Hohle Lerchensporn ist Wirtspflanze des Rostpilzes Melampsora magnusiana mit Spermogonien und Aecidien.

## Verbreitung und Standortbedingungen
Der Hohle Lerchensporn ist ein mitteleuropäisches Florenelement. Sein Verbreitungsgebiet deckt sich mit dem Areal der Buchen, nur im Osten reicht der Hohle Lerchensporn darüber hinaus, die Art geht dort bis Moskau und bis auf die Krim; im Westen meidet sie die atlantischen Klimabereiche; im Süden erstreckt sich ihr Areal bis Süditalien und bis Mazedonien. Der Hohle Lerchensporn ist in Mitteleuropa weit verbreitet. Im Süden ist er bis zu den Pyrenäen, Süditalien und Griechenland beheimatet. In England, Dänemark und Südschweden gilt er als eingebürgert. Aus Norwegen, Finnland und breiten Teilen des Mediterrangebietes wurden bisher keine Bestände bekannt. Er fehlt im mitteleuropäischen Tiefland, in den Mittelgebirgen mit kalkarmem Gestein, im Alpenvorland und in den Alpen mit kalkarmem oder mit kalkfreiem Gestein in größeren Gebieten.
In den Allgäuer Alpen steigt er im Obergelchenwangtobel am Hochgrat in Bayern in eine Höhenlage von bis zu 1500 Metern auf. Im Kanton Wallis erreicht er sogar eine Höhenlage von bis zu 1800 Meter.
Sein stärkstes Vorkommen in Deutschland erreicht der Hohle Lerchensporn in Bayern. In Nordostdeutschland wird die Bestandsdichte mit zerstreut angegeben, im Nordwesten ist der Hohle Lerchensporn nur selten anzutreffen.
Der Hohle Lerchensporn gedeiht am besten auf etwas feuchten, lockeren, mullreichen, humosen und nährstoffreichen Lehmböden.
Der Hohle Lerchensporn gilt als Charakterart der Ordnung der mesophytischen Buchen- und Laubwälder. Man trifft ihn insbesondere in krautreichen Buchen- und Eichenwäldern, in Buchen- und Hainbuchenwaldgesellschaften, in Linden- und Ahornwäldern oder auch Hartholz-Auenwäldern, Gebüschen und Hecken an. Die Hauptverbreitung nach Erich Oberdorfer wird mit subkontinental angegeben (Arten mit Schwerpunkt in osteuropäischen Laubwaldgebieten, die an den Küsten ebenso wie in den asiatischen Laubwaldgebieten fehlen). Als Nährstoff- und Lehmanzeiger bevorzugt der Hohle Lerchensporn frische, nährstoffreiche und lockere Lehm- und Kalkböden an ausreichend feuchten und warmen Stellen. Der Hohle Lerchensporn tritt meistens in größeren, allerdings selten bestandsbildenden Gruppen auf. In Mitteleuropa ist er die am häufigsten auftretende Lerchenspornart und in Laubwäldern mit nährstoffreichen, humosen Böden beherrschen seine weißen oder hellroten Blüten mit Beginn des Frühlings oft das Bild.
Entsprechend den ökologischen Zeigerwerten nach Ellenberg weist die Schattenpflanze auf warmgemäßigtes Seeklima und gleichmäßig feuchte Gebiete hin. Außerdem lässt sie auf kalk- und stickstoffreiche Böden schließen. Die ökologischen Zeigerwerte nach Ellenberg: Lichtzahl 3 = Schattenpflanze, Temperaturzahl 6 = Mäßigwärme- bis Wärmezeiger, Kontinentalitätszahl 4 = gemäßigtes Seeklima zeigend, Feuchtezahl 6 = Frische- bis Nässezeiger, Feuchtewechsel = keinen Wechsel der Feuchte zeigend, Reaktionszahl 8 = Schwachbasen- bis Basen-/Kalkzeiger, Stickstoffzahl 8 = ausgesprochenen Stickstoffreichtum zeigend, Salzzahl 0 = nicht salzertragend, Schwermetallresistenz = nicht schwermetallresistent.
Die ökologischen Zeigerwerte nach Landolt et al. 2010 sind in der Schweiz: Feuchtezahl F = 3+ (feucht), Lichtzahl L = 3 (halbschattig), Reaktionszahl R = 4 (neutral bis basisch), Temperaturzahl T = 3+ (unter-montan und ober-kollin), Nährstoffzahl N = 4 (nährstoffreich), Kontinentalitätszahl K = 2 (subozeanisch).

## Bilder

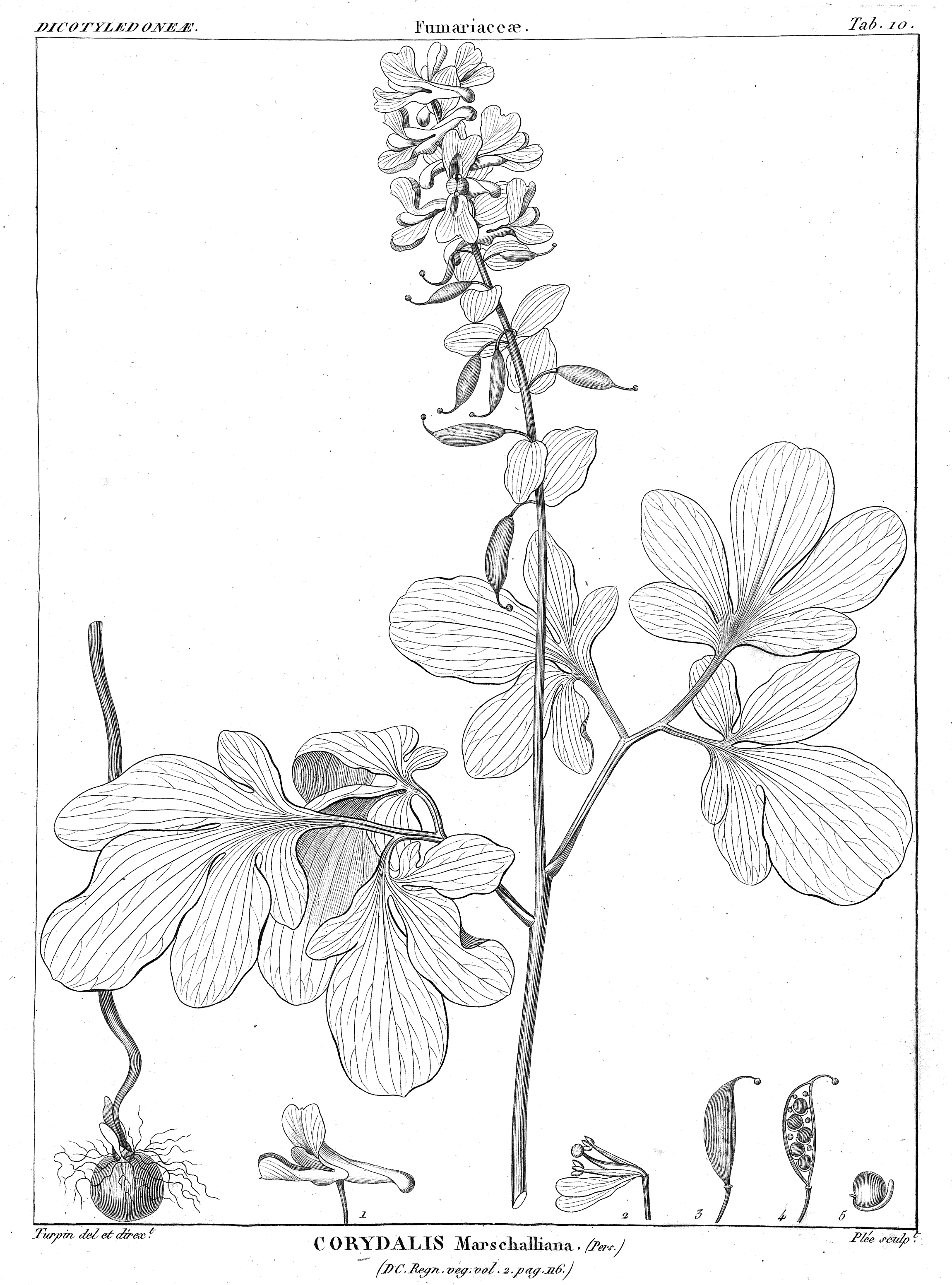
Illustration von Corydalis cava subsp. marschalliana

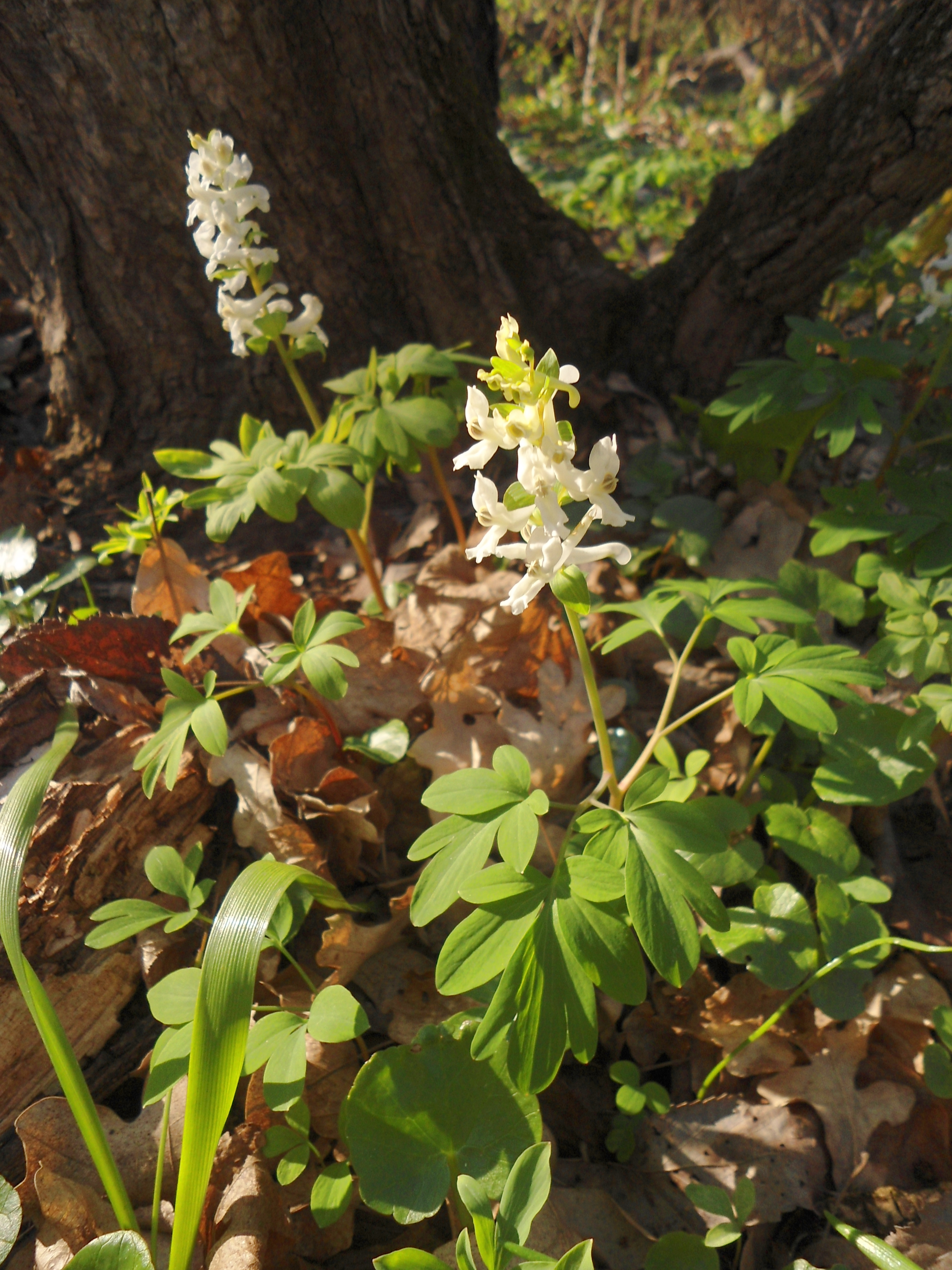
Corydalis cava subsp. marschalliana

Abbildungen
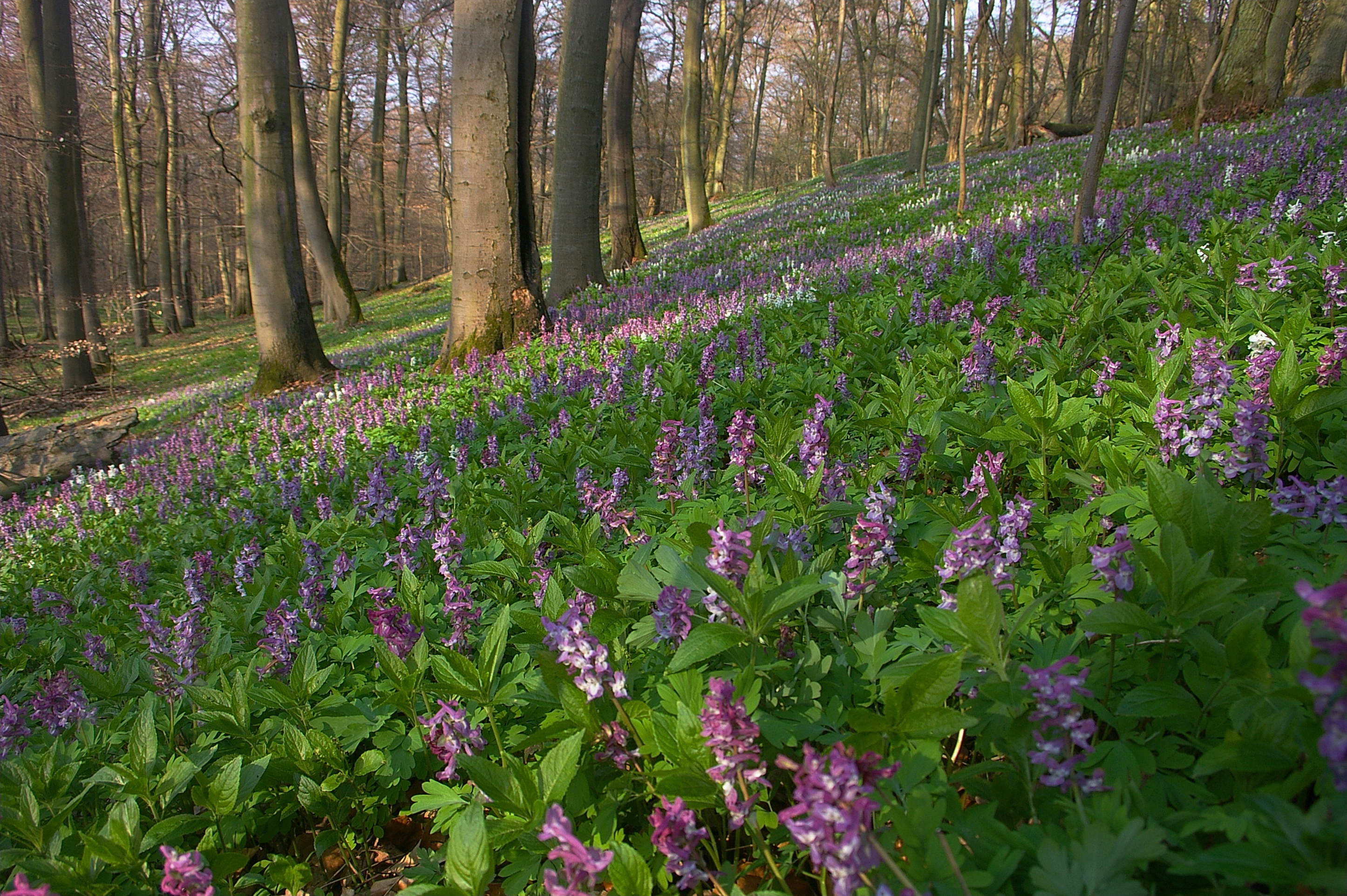
Habitat
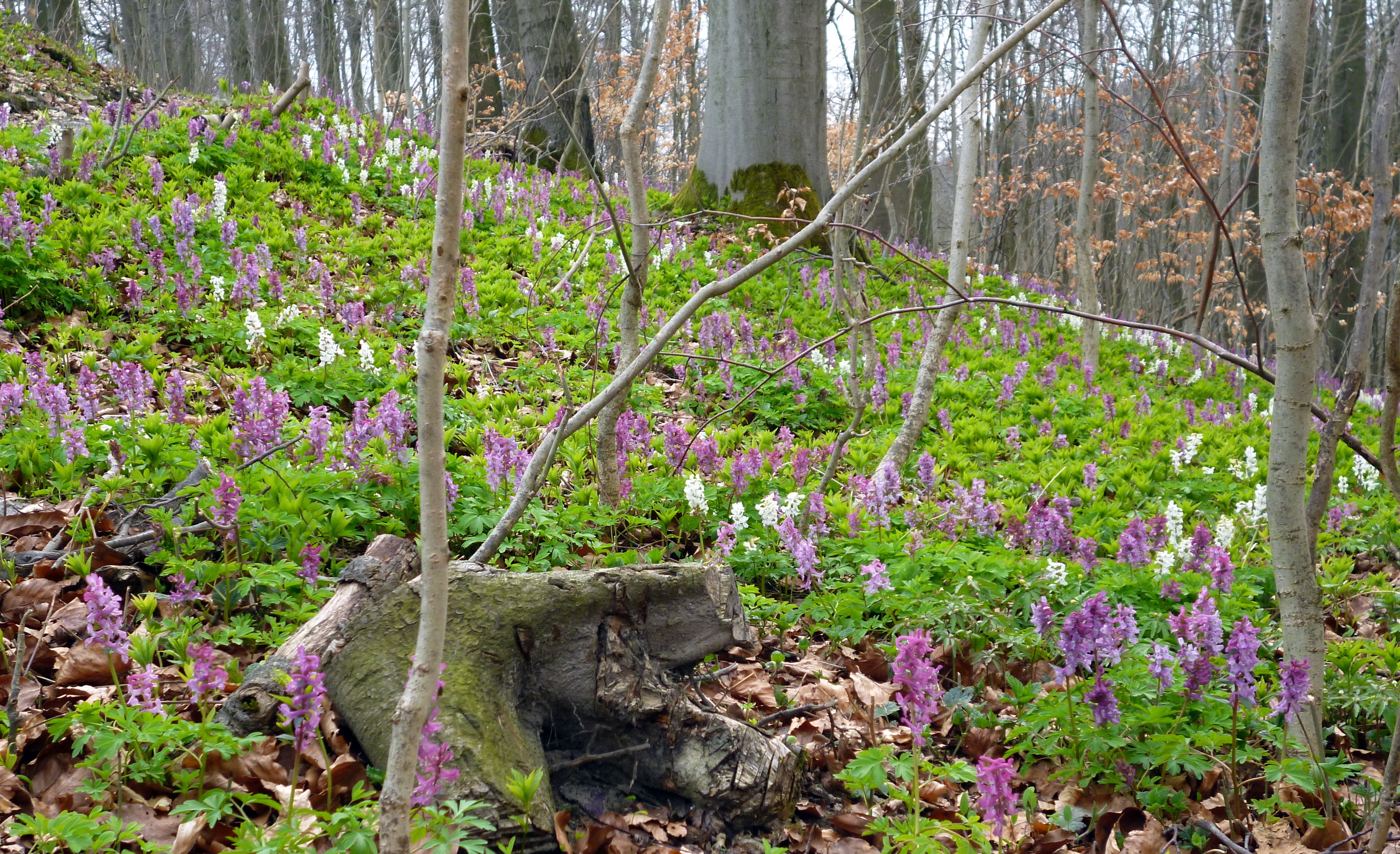
Habitat

## Systematik
Die Erstveröffentlichung erfolgte 1753 unter dem Namen (Basionym) Fumaria bulbosa var. cava durch Carl von Linné in Species Plantarum, Tomus II, S. 699. Die Neukombination zu Corydalis cava (L.) Schweigg. & Körte wurde 1811 durch August Friedrich Schweigger und Heinrich Friedrich Franz Körte in Flora Erlangensis, Band 2, S. 44 veröffentlicht. Das Artepitheton cava leitet sich vom lateinischen Wort cavus für „hohl“ ab und bezieht sich auf die hohle Knolle. Auch die deutschsprachigen Trivialnamen Hohlknolliger Lerchensporn und Hohlwurz nehmen darauf Bezug.
Je nach Autor gibt es von Corydalis cava in Europa etwa zwei Unterarten:
- Corydalis cava (L.) Schweigg. & Körte subsp. cava[16][17]
- Corydalis cava subsp. marschalliana (Pallas) Chater (Syn.: Corydalis marschalliana (Pallas) Pers.): Sie kommt in Ost- und Südosteuropa vor.[16][17]

Nicht mehr zu dieser Art gehört:
- Corydalis cava subsp. blanda (Schott) Nyman → Corydalis blanda Schott: Sie kommt in Griechenland, Albanien, Nordmazedonien, Montenegro und Kroatien vor.[17]

## Toxikologie
Alle Pflanzenteile des Hohlen Lerchensporns sind giftig, besonders aber die Knolle.
Die Hauptwirkstoffe sind je nach Standort verschieden: In der getrockneten Knolle sind 5 bis 6 %, in der frischen über 2 % Alkaloide enthalten. Der höchste Alkaloidgehalt wurde bei Blühbeginn festgestellt. Hauptalkaloid ist das Corydalin neben 20 weiteren Verbindungen, unter anderem Bulbocapnin, Corybulbin, Isocorybulbin, Corypalmin und Tetrahydropalmatin.
Vergiftungserscheinungen: Bulbocapnin erzeugt katalepsieartige Bewegungsarmut bis hin zur Aufhebung der willkürlichen und reflektorischen Bewegungen ohne Erstarrung der Muskulatur. Die Aufnahmefähigkeit für sensible Reize bleibt erhalten. Eine größere Dosis wirkt außerdem hypnotisch.
Tetrahydropalmatin besitze nach neueren Untersuchungen sedativ-tranquillierende Eigenschaften.

## Nutzung

### Der Hohle Lerchensporn als Zierpflanze
Der Hohle Lerchensporn wird auch als Zierpflanze bevorzugt in naturnahen Gärten angesiedelt.

### Der Hohle Lerchensporn als Arzneipflanze
Die ausdauernde Rhizomknolle enthält Alkaloide, in erster Linie Bulbocapnin. Bei gleichzeitig intakter Aufnahmefähigkeit für sensible Reize verursachen diese Wirkstoffe eine Lähmung der Muskulatur. Ein Gesamtextrakt wirkt leicht sedierend. Wird die Droge bestimmungsgemäß angewandt, sind Nebenwirkungen nicht zu erwarten.
Sowohl der Hohle Lerchensporn als auch die Pfeifenblume Aristolochia rotunda L. wurden als Hohlwurz bezeichnet und waren auch bezüglich ihrer Heilanzeigen austauschbar.

## Trivialnamen
Für den Hohlen Lerchensporn bestehen bzw. bestanden unter anderem auch die weiteren deutschsprachigen Trivialnamen Biberwurz, Biverwurz, Buchs (St. Gallen bei Werdenberg), Donnerfluch, Donnerflug, Donnerwurz, Erdkraut (Schlesien), Knolliger Erdrauch, Frauenschüchlein (Thüringen, Elsass), Frauenschuh (Schlesien, Leipzig), Giggerihaner (Tirol im Pongau), Guli (St. Gallen), Hahnenspor, Hahnensporn, Hahnenvoz (im Sinne von Hahnenfuß, althochdeutsch), Rote und Weiße Hahnen (Tirol im Pongau), Halewurtz (mittelhochdeutsch), Hellewurtz (mittelhochdeutsch), Helmwurz (Schlesien), Henna (St. Gallen), Rote und Weiße Hennen (Zillertal), Herzwurz, Rote und Weiße Höseln (St. Gallen bei Werdenberg), Hohlwortel, Hohlwürze (Schweiz), Hohlwurz, Hohlwurzbohnen, Hoilwurz, Jerdapelcher (Siebenbürgen), Lerchenhelm, Lerchenkraut, Lerchensporn, Löwenmäulerl, Falsche Osterluzei, Oestrich (Eichsfeld), Pfifferrösli (Schweiz), Puetshecken (Schweiz), Rösli (Berner Oberland), Rossthräni (Luzern), Taubenkropf, Walburgskraut und Zwiebelerdrauch.